# Burbach (Eifel)
Pour les articles homonymes, voir Burbach.
Burbach est une municipalité allemande située dans le land de Rhénanie-Palatinat et l'arrondissement d'Eifel-Bitburg-Prüm. Elle est membre de la commune fusionnée de Kyllburg.